# Die Braut von Lapua
Die Braut von Lapua (Originaltitel: Lapualaismorsian) ist ein finnisches Filmdrama in Schwarzweiß aus dem Jahr 1967 von Mikko Niskanen. Am Drehbuch waren hier gleich sieben Autoren beteiligt: Seppo Aaltonen, Jörn Donner, Kari Franck, Markku Lahtela, Marja-Leena Mikkola, Mikko Niskanen und Arvo Salo. Die Hauptrollen sind mit Kristiina Halkola, Kirsti Wallasvaara und Aulikki Oksanen besetzt. Seine Weltpremiere hatte der Film am 1. Dezember 1967 in Finnland. In Deutschland hatte er seine Premiere am 13. Oktober 1970 im Zweiten Deutschen Fernsehen (ZDF). 

## Handlung
Drei Mädchen wohnen in Liisas Wohnung: Lulu, Tenu und Liisa selbst. Sie studieren und vergnügen sich mit einigen Kommilitonen bei den Feiern zum 1. Mai und beim Baden im Meer. Zwischendurch probieren sie gemeinsam mit anderen Studenten an der „Lapua Opera“. Aus den Spielen wird allmählich Ernst: Petteri gewinnt Liisas Zuneigung – und Tenu erwartet von Hessu ein Kind. Aus deren Problem wird ein kurzes Kolleg über Weltbevölkerung und Geburtenkontrolle. Der dicke Nipa und Alpu mit der Brille haben jedoch kein Glück bei der blonden Lulu.
Der Sommer geht vorbei. Das Stück wird aufgeführt. Die in der Oper dargestellten Brutalitäten der finnischen Rechtsextremen, der so genannten Lapua-Bewegung, von Hitler-Bildern akzentuiert, verweisen auf Kriegs- und Söldnergräuel. In Liisas Worten wird der Film zum Appell an den Zuschauer: „Ihr redet und redet, aber was nützt alles reden?“ 
Hessu und Tenu haben gemeinsam eine Wohnung genommen, und Liisa wird vom beharrlichen Petteri geliebt. Doch auf Spiel und Liebe fallen Schatten: Vietnam-Krieg, Gräuel in Afrika, Marsch der Atombombengegner. Immer wieder bricht die raue Gegenwart in die Welt der jungen Leute ein.

## Anmerkung
Zunächst sollte der Film lediglich die Aufzeichnung der „Lapua Opera“ fürs finnische Fernsehen sein, einer historischen Reminiszenz an die bäuerliche und rechtsextreme Lapua-Bewegung, benannt nach der gleichnamigen Stadt, in der sie entstanden ist, doch dann wurde daraus eine doppelte Liebesgeschichte, ein bisschen Historie und Sozialkritik – eine Mischung aus privatem Erleben und Engagement.

## Auszeichnungen
1968 gewann Mikko Niskanen den finnischen Filmpreis „Jussi“ in der Kategorie „Beste Regie“. Kristiina Halkola erhielt den „Jussi“ in der Kategorie „Bester Hauptdarsteller“.

## Kritiken
Der Evangelische Film-Beobachter urteilte nach der ersten Ausstrahlung des Werkes im ZDF: „Mikko Niskanen verbindet in seinem Streifen geschickt die Aufzeichnung einer Fernseh-Oper über die rechtsextreme ‚Lapua‘-Bewegung mit den persönlichen Schicksalen einiger junger Studenten, die an der Oper mitwirken. Trotz des Handicaps der teilweise auf dem Bildschirm nur schlecht lesbaren Untertitel hinterläßt der Film einen so starken Eindruck, daß man ihn der Synchronisation und damit einem größeren Publikum empfehlen sollte.“ Weniger wohlwollend urteilt das Lexikon des internationalen Films: „Ein Porträt finnischer Studenten der 68er Generation, das unentschieden zwischen politischer Analyse und der unterhaltsamen Abhandlung von Problemen pendelt.“